# Dimorfismo sexual

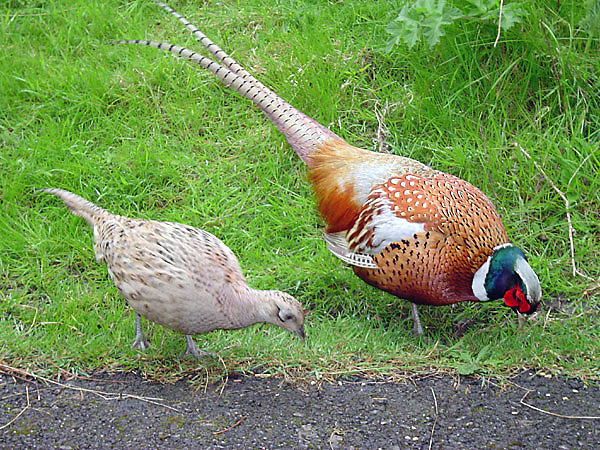
Hembra (izquierda) y macho (derecha) de faisán, mostrando la diferencia de tamaño y color que hay entre los dos sexos

El dimorfismo sexual es definido como las variaciones en la fisonomía externa, como forma, coloración o tamaño, entre machos y hembras de una misma especie. Se presenta en la mayoría de las especies, en mayor o menor grado. Muchas veces en la pubertad la aparición de la mayoría de estos rasgos es estimulada por la producción hormonal (de andrógenos o estrógenos), que está determinada por el código genético, y puede ser atrasada a través de bloqueadores de la pubertad.
En la mayoría de las especies de insectos, arañas, anfibios, reptiles, aves rapaces, etc., las hembras suelen ser más grandes que los machos, mientras que en los mamíferos el macho suele ser el de mayor tamaño, algunas veces de modo muy notable. También se da el caso de que individuos del mismo sexo presentan distinto aspecto morfológico, lo que recibe el nombre de polimorfismo sexual. Ahora bien, resulta conveniente aclarar que no todas las especies de animales presentan dimorfismo sexual. Muchos reptiles, por ejemplo, con los órganos sexuales internos, no demuestran notorias diferencias externas entre los especímenes de diferente sexo.

## El ser humano

Figuras de un hombre y una mujer en la Placa de la Pioneer (1972-1973).

Distribución de vello corporal en mujeres (izquierda) y hombres (derecha).

Una de las principales características morfológicas que diferencian a los hombres y a las mujeres, aparte de los órganos sexuales, es la distribución de la grasa abdominal. Este parámetro se puede determinar mediante el índice cintura/cadera, el cual varía con la edad y dependiendo del sexo:
- En la primera infancia, el dimorfismo sexual entre hombres y mujeres es muy sutil.
- Es en la pubertad cuando las diferencias se hacen mucho más aparentes, debido principalmente a la acción de las hormonas esteroideas sexuales. Durante este periodo de tiempo, la distribución de la grasa de la mujer es ginoide, es decir, se acumula mayoritariamente en muslos, cadera y glúteos.
- Estas diferencias entre hombres y mujeres se mantienen más o menos constantes en la etapa del adulto hasta la llegada de la menopausia. Esto ocurre como consecuencia de la carencia y disminución de los niveles de hormonas esteroideas. En esta etapa, la distribución de la grasa en las mujeres pasa a ser androide, es decir, se acumula especialmente en la cintura. En el caso de los hombres, los cambios en la distribución son más leves pero aumentan de forma constante a lo largo de la vida.[4]
- A partir de este punto, la distribución es androide tanto en hombres como en mujeres.

La relación entre edad/sexo y el tamaño/forma corporal depende de procesos biológicos subyacentes y factores ambientales.

### Caracteres sexuales secundarios
En los seres humanos, las características sexuales secundarias más visibles son el agrandamiento de los senos en las mujeres, y el vello facial y el crecimiento de la nuez de Adán en los varones. La aceleración del crecimiento en la longitud y la masa corporal se conocen popularmente como «estirón».
Se considera que la adolescencia comienza con la incipiente aparición de estos caracteres sexuales (en la fase puberal), y termina al finalizar el crecimiento. Los cambios que ocurren hacia el establecimiento de las características sexuales secundarias no se establecen en un mismo momento, sino que siguen una secuencia progresiva.
Las principales características sexuales secundarias de los humanos incluyen:
En el hombre
El aumento de la secreción de testosterona de los testículos durante la pubertad hace que se manifiesten las características sexuales secundarias masculinas. En los hombres, la testosterona aumenta directamente el tamaño y la masa de los músculos, las cuerdas vocales y los huesos, profundizando la voz y cambiando la forma de la cara y el esqueleto. Convertido en DHT en la piel, acelera el crecimiento del vello facial y corporal que responde a los andrógenos, pero puede retardar y eventualmente detener el crecimiento del vello de la cabeza. La estatura más alta es en gran medida el resultado de una pubertad tardía y una fusión epifisaria más lenta. Las características sexuales secundarias masculinas incluyen:

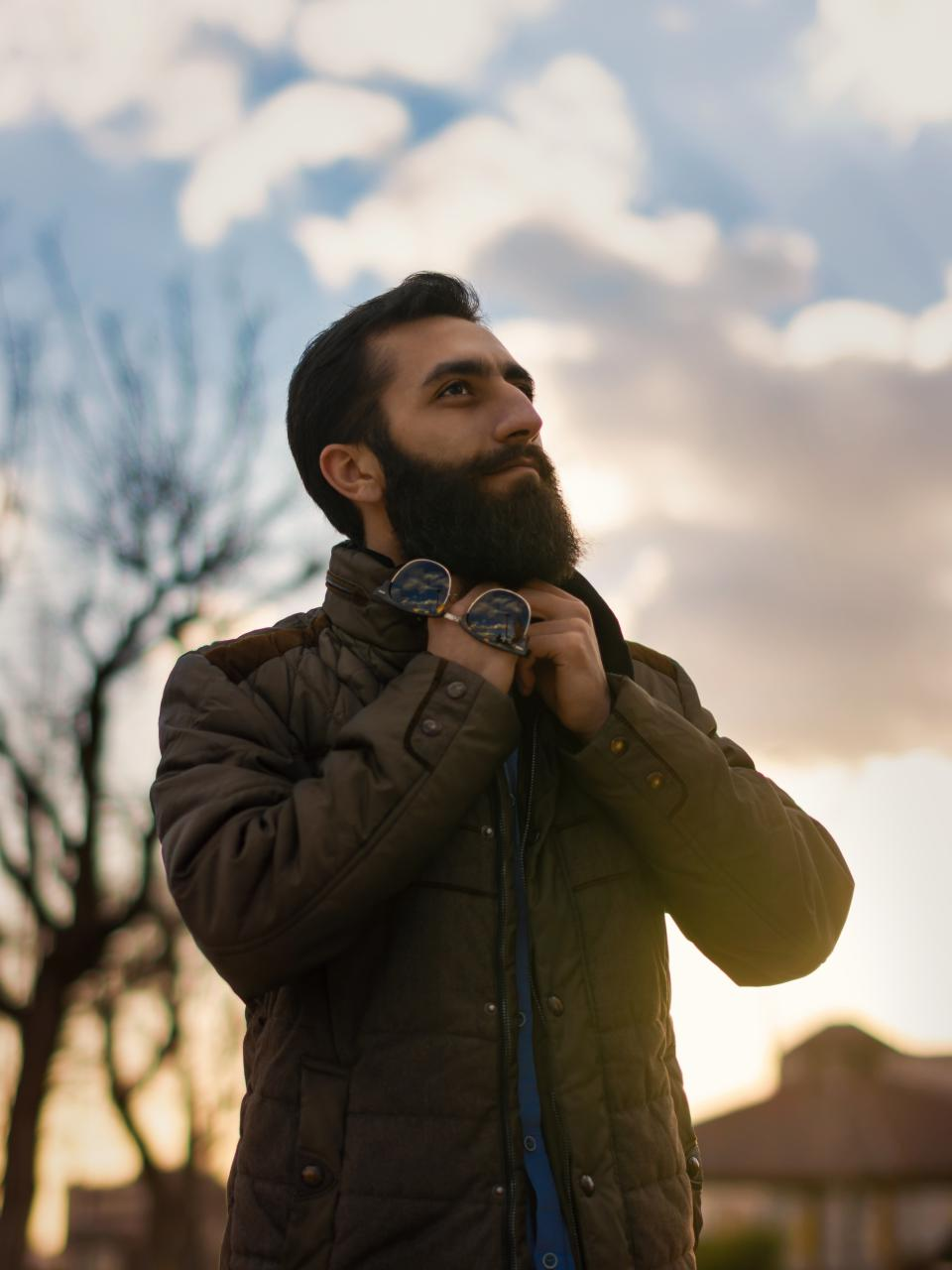
La barba es una característica sexual secundaria del hombre

- Musculatura más desarrollada, mayor fuerza física y masa muscular.
- Incremento de la estatura. Los varones adultos son más altos que las mujeres adultas, en promedio.
- Presencia de vello facial más grueso y largo en otras partes del cuerpo: brazos, piernas, pectoral, abdominal, axilar y púbico.
- Vello facial, barba y/o bigote.
- En promedio, los pies, manos y nariz son más grandes que en las mujeres.
- El tórax y los hombros se vuelven más anchos.
- Engrosamiento de la voz en los varones.
- Alargamiento y aumento del grosor del pene.
- Índice cintura/cadera menor que la mujer, en promedio.
- Cabeza ósea y esqueleto más pesados.
- Posible aparición de alopecia androgénica progresiva con la edad.

En la mujer
En las mujeres, los senos son una manifestación de niveles más altos de estrógeno; el estrógeno también ensancha la pelvis y aumenta la cantidad de grasa corporal en las caderas, los muslos, las nalgas y los senos. El estrógeno también induce el crecimiento del útero, la proliferación del endometrio y la menstruación. Las características sexuales secundarias femeninas incluyen:

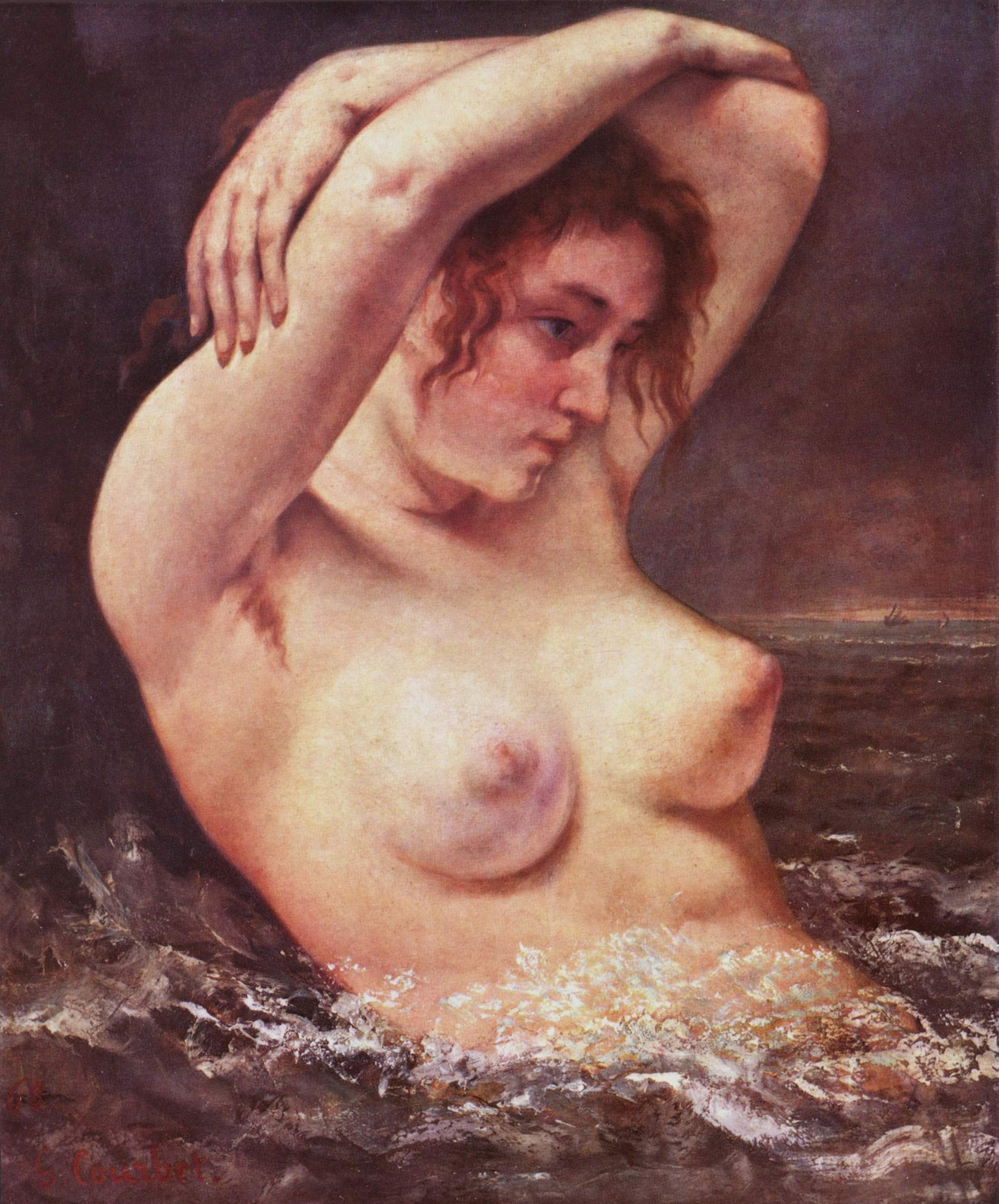
Los senos desarrollados son una característica sexual secundaria de la mujer

- Senos desarrollados y pezones más grandes.
- En promedio, menor crecimiento de la estatura que en el varón.
- Mayor nivel de grasa subcutánea, especialmente en el rostro, glúteos y muslos.[22]
- Caderas más anchas. proporción cintura-cadera más baja que los hombres adultos.[23]
- Desarrollo de vello corporal o androgénico en menor medida que el varón, principalmente en las piernas y axilas.
- Vello púbico crecido de forma triangular, en el área genital cubriendo la vulva y el monte de Venus.
- Voz más grave.

### Dimorfismo sexual cerebral
El dimorfismo sexual cerebral es la diferencia entre el macho y la hembra de una misma especie en cuanto a su cerebro y las funciones que este hace. El dimorfismo sexual cerebral ha sido especialmente estudiado en humanos, donde se sabe que el cerebro del hombre es mayor que el de la mujer volumétricamente, así como que esta diferencia no produce diferencias en inteligencia.
Las diferencias funcionales son difíciles de demostrar, ya que todo estudio cuenta con numerosas variables complejas que deben ser tenidas en cuenta, principalmente la influencia de la cultura.
Se han encontrado diferencias anatómicas, químicas y funcionales entre el cerebro del hombre y el de la mujer, encontrándose estas variaciones en todo el órgano, en regiones que participan en el lenguaje, la memoria, las emociones, la visión, la audición y en la forma de guiarse para ir de un lugar a otro.
Tales diferencias podrían deberse a la acción de las hormonas sobre el feto, lo que viene confirmado por el hecho de que se han hallado más receptores de hormonas sexuales en estas áreas durante el desarrollo.
Una de las diferencias encontradas es el hecho de que las hembras toleran mejor el estrés crónico que los machos, es decir, les causa menos daños cerebrales en el hipocampo.
Actualmente se intenta averiguar cuál es la relación entre estas diferencias de origen sexual y las diferencias de cognición y conducta de hombres y mujeres, lo que podría desencadenar en terapias distintas para enfermedades neurológicas como la esquizofrenia, la depresión e incluso la drogodependencia y el trastorno por estrés postraumático.

## En los animales

### Invertebrados

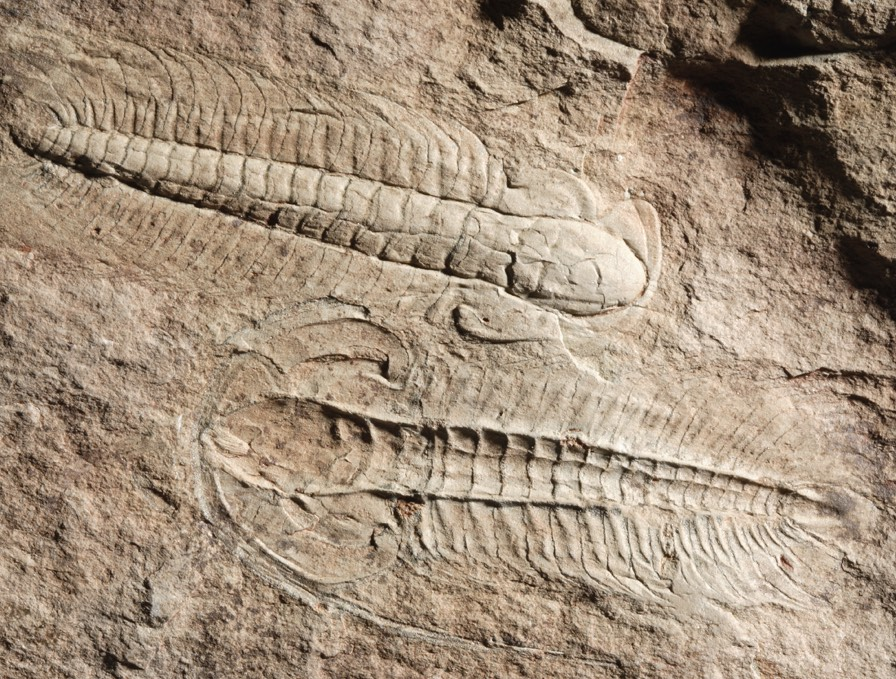
Dimorfismo sexual en trilobites.

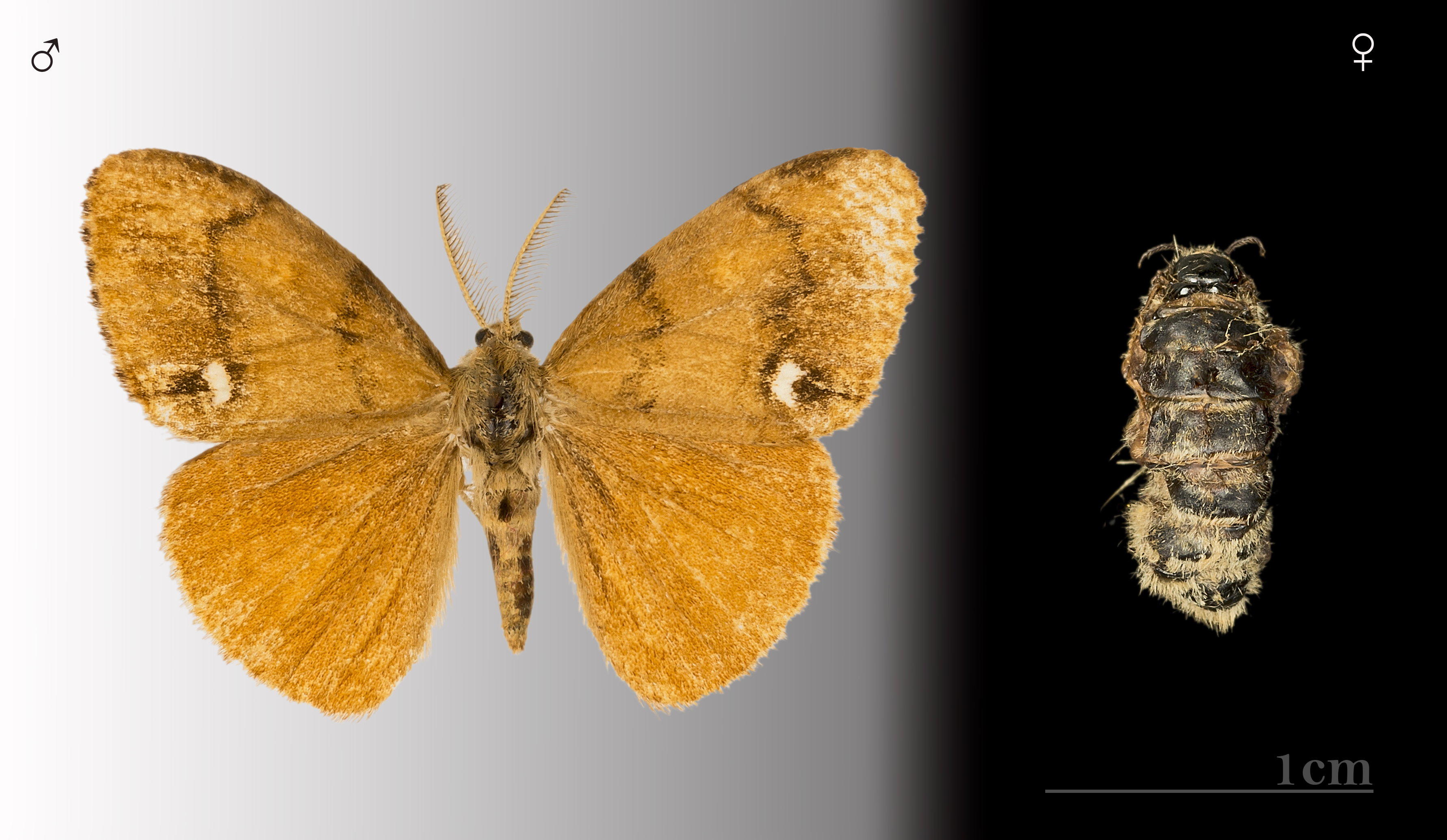
Macho y hembra de Orgyia antiqua.

Entre los invertebrados encontramos muchos casos de dimorfismo sexual. Si bien en estos animales las diferencias —para la mayoría de las especies que las presentan— están en el tamaño (ejemplo: la hembra de la tarántula, del género Grammostola, es mucho más grande que el macho), también se pueden encontrar variaciones cromáticas (como en ciertos lepidópteros) o de apariencia (como en algunos cefalópodos). Los insectos presentan una gran variedad de dimorfismos sexuales en ciertos taxones. Estas diferencias sexuales incluyen tamaño, ornamentación y coloración, así como producción de feromonas, luz (Lampyridae), ausencia de alas, etc. El mayor tamaño de las hembras en muchos taxones evolucionó a pesar de la intensa competencia entre los machos. En Osmia rufa, las hembras son más grandes y gruesas que los machos, con los machos de 8 a 10 mm y las hembras de 10 a 12 mm de longitud. Este dimorfismo sexual es causado por la cantidad de provisiones en las celdillas de machos o hembras, en que las hembras disponen de más polen que los machos.
Además del dimorfismo sexual, algunas especies presentan dimorfismo entre los machos, que parece tener el objeto de determinar diferentes papeles. Esto se observa en la especie de abejas Macrotera portalis en que hay un morfo macho de cabeza pequeña capaz de volar y un morfo de cabeza grande que no vuela.
Anthidium manicatum también presenta dimorfismo sexual masculino. La selección de machos más grandes que las hembras está determinado por el comportamiento territorial agresivo y por el éxito reproductivo resultante. Machos más pequeños también están presentes. Lasioglossum hemichalceum es otro ejemplo de abeja que muestra un dimorfismo marcado entre los machos de la especie.

### Peces

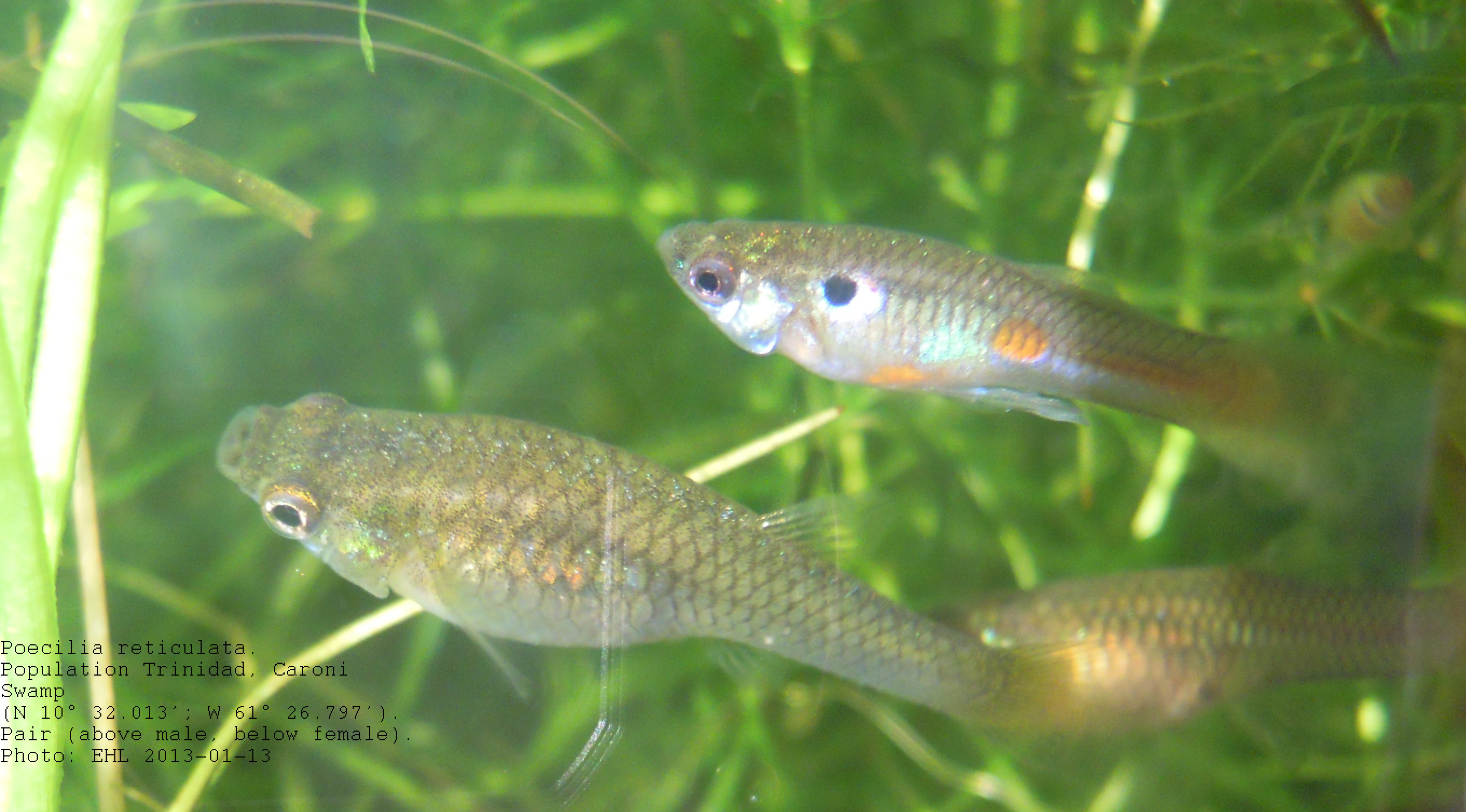
Dos guppys, macho arriba, hembra abajo

En los peces los machos de muchas especies tienen patrones de colores más brillantes y llamativos, y la presencia de partes externas sobresalientes. También hay ejemplos claros de dimorfismo sexual. Un claro ejemplo de ello es el luchador de Siam (Betta splendens), siendo el macho dotado de colores más brillantes y aletas más amplias. Algo similar ocurre con los pecílidos, siendo el caso del guppy el más destacable.

### Dinosaurios

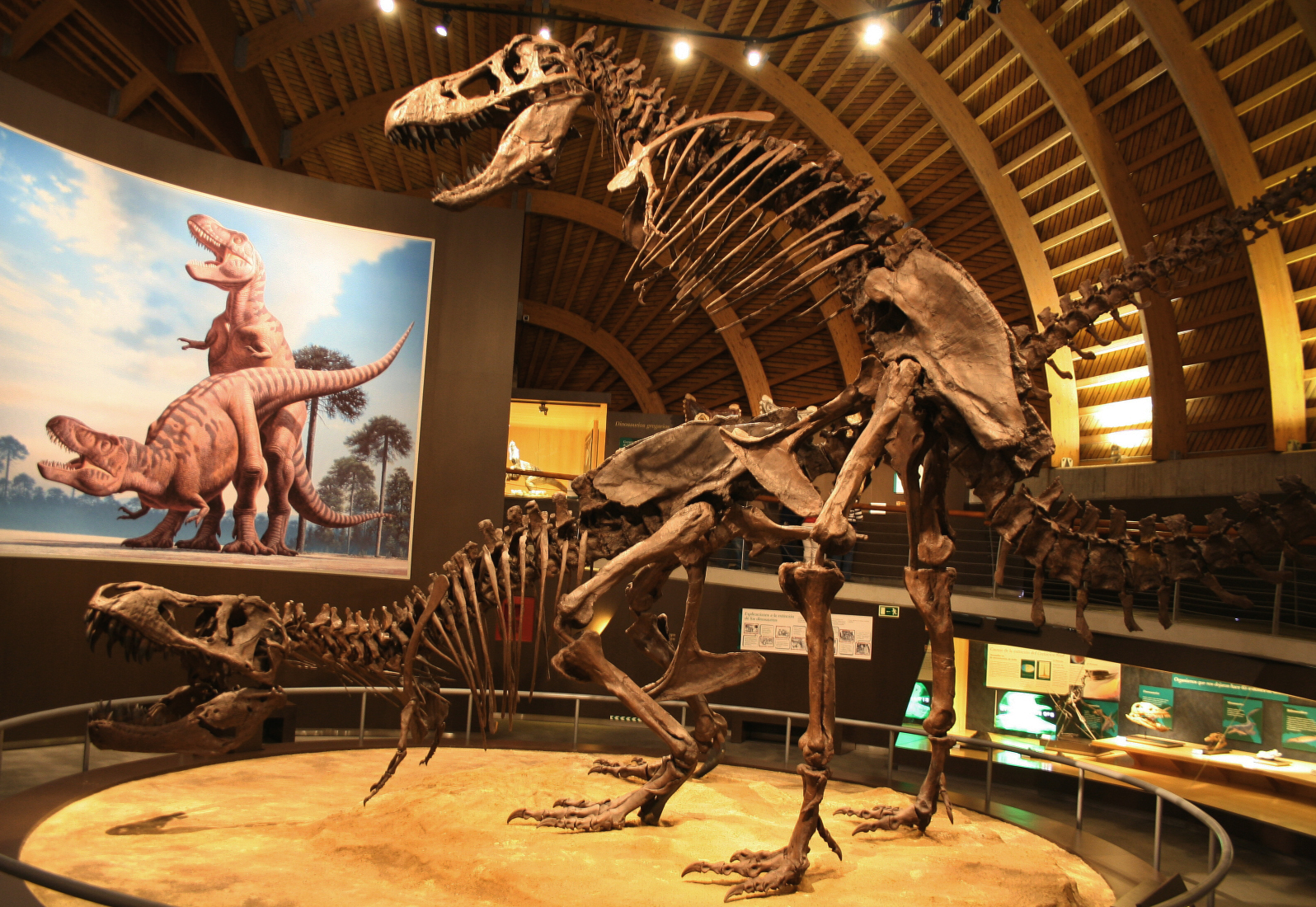
Réplica de dos esquletos de Tyrannosaurus rex, macho y hembra, montados en posición de apareamiento

Se ha planteado la hipótesis de que los terópodos machos poseían un pene retráctil, una característica similar a la de los cocodrilos actuales . Se examinaron esqueletos de cocodrilos para determinar si existe un componente esquelético distintivo entre ambos sexos, lo que ayudaría a comprender las disparidades físicas entre los terópodos machos y hembras. Los hallazgos revelaron que los cheurones caudales de los cocodrilos machos, utilizados para sujetar los músculos del pene, eran significativamente más grandes que los de las hembras.

### Aves

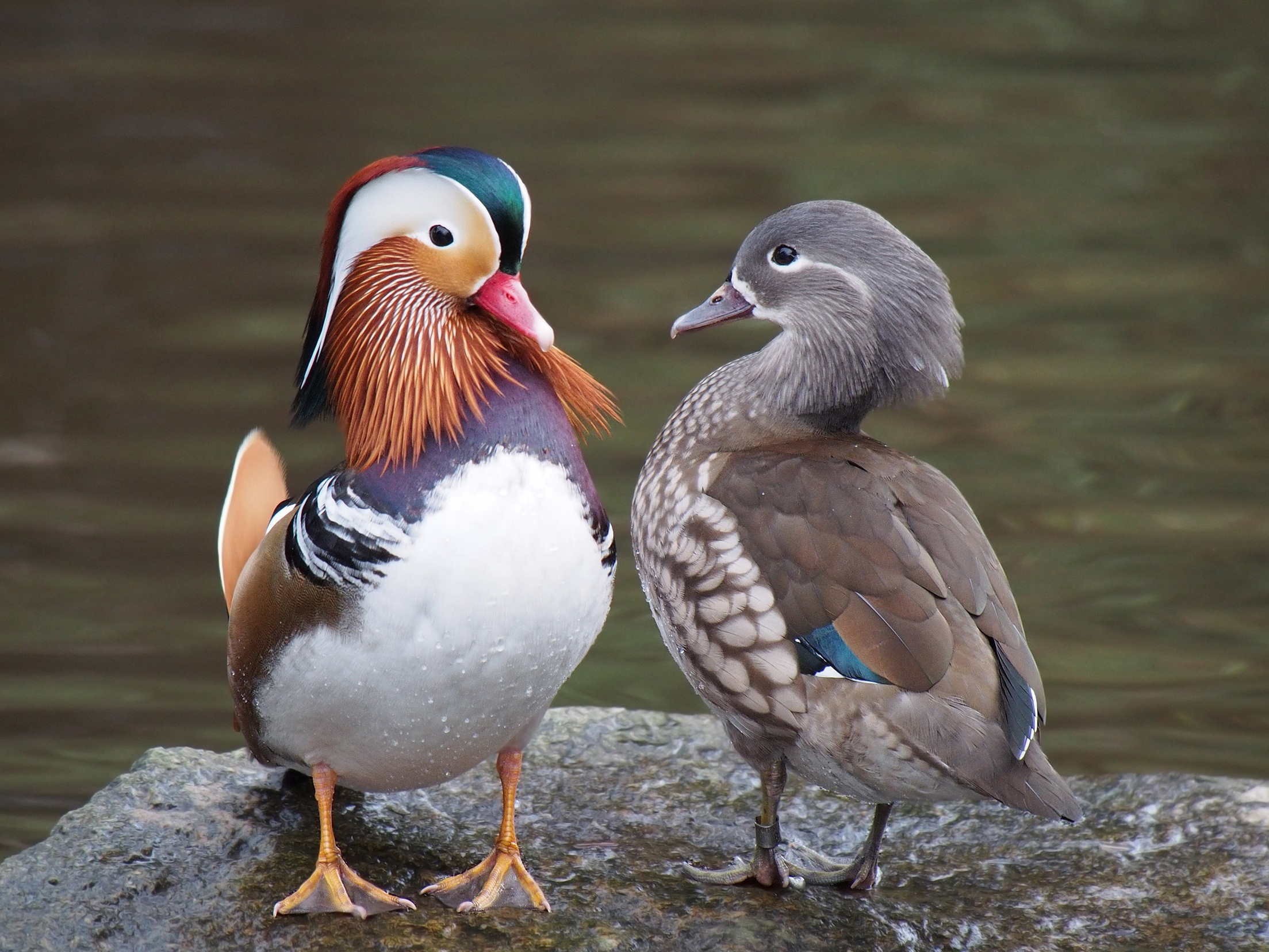
Pareja de patos mandarines.

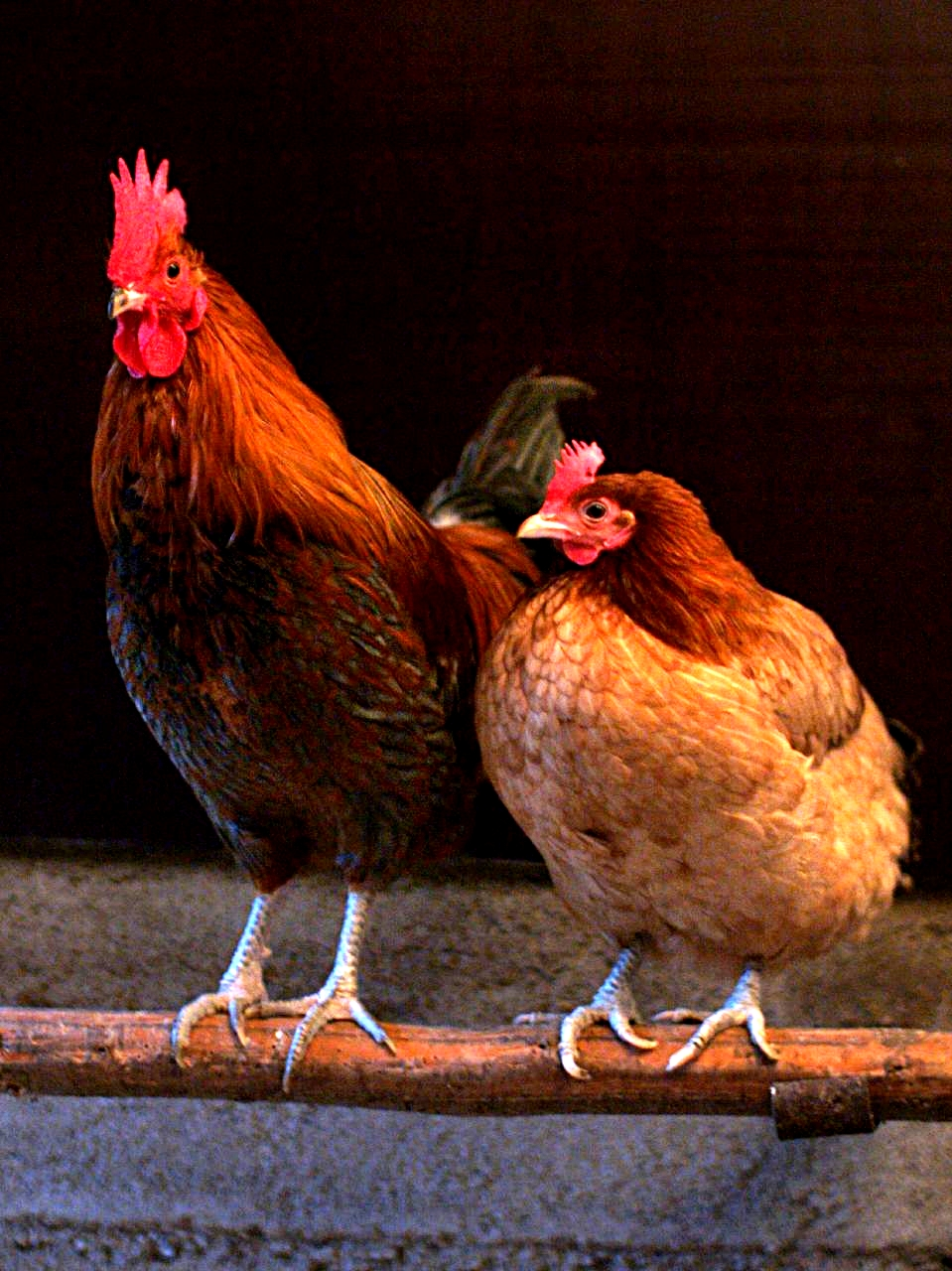
Gallo y gallina.

Se han propuesto como posibles mecanismos de la macroevolución del dimorfismo sexual del tamaño en las aves la selección sexual, la selección para la fecundidad en las hembras, la divergencia de nicho entre los sexos y la alometría, pero su importancia relativa aún no se conoce del todo. En el caso de la clase aves, es muy común hablar de dimorfismo sexual refiriéndose fundamentalmente al plumaje, como en el diamante mandarín (Taeniopygia guttata), el gorrión común (Passer domesticus) o el cabecita negra (Carduelis magellanica), los machos en general presentan un plumaje más llamativo que el de las hembras. Por ello se expresa con o sin dimorfismo sexual, según machos y hembras compartan el colorido de sus plumajes. Pero suele darse el caso que el plumaje presenta dimorfismo estacional, un plumaje diferente para macho y hembra, durante la estación reproductiva y similar en ambos sexos durante la estación invernal o no reproductiva. Estos plumajes son comunes en aves migratorias. En general las especies de aves que presentan marcado dimorfismo sexual en colorido, etc., también presentan gran dimorfismo en comportamiento; mientras que aquellas especies en que los machos y hembras difieren poco morfológicamente suelen compartir las actividades de construcción del nido y cuidado de la cría. A veces muchas especies de aves, en el caso de los machos suelen ser los únicos en exhibir un canto y muestran un comportamiento más agresivo, por ejemplo en los patos, los machos son más ruidosos y emiten un "Quack" fuerte, mientras que las hembras producen un canto parecido a una carcajada.
Otras características diferenciadoras pueden ser por ejemplo la cresta en la cabeza y los espolones en las patas de los machos de la gallina doméstica (Gallus gallus).

### Mamíferos

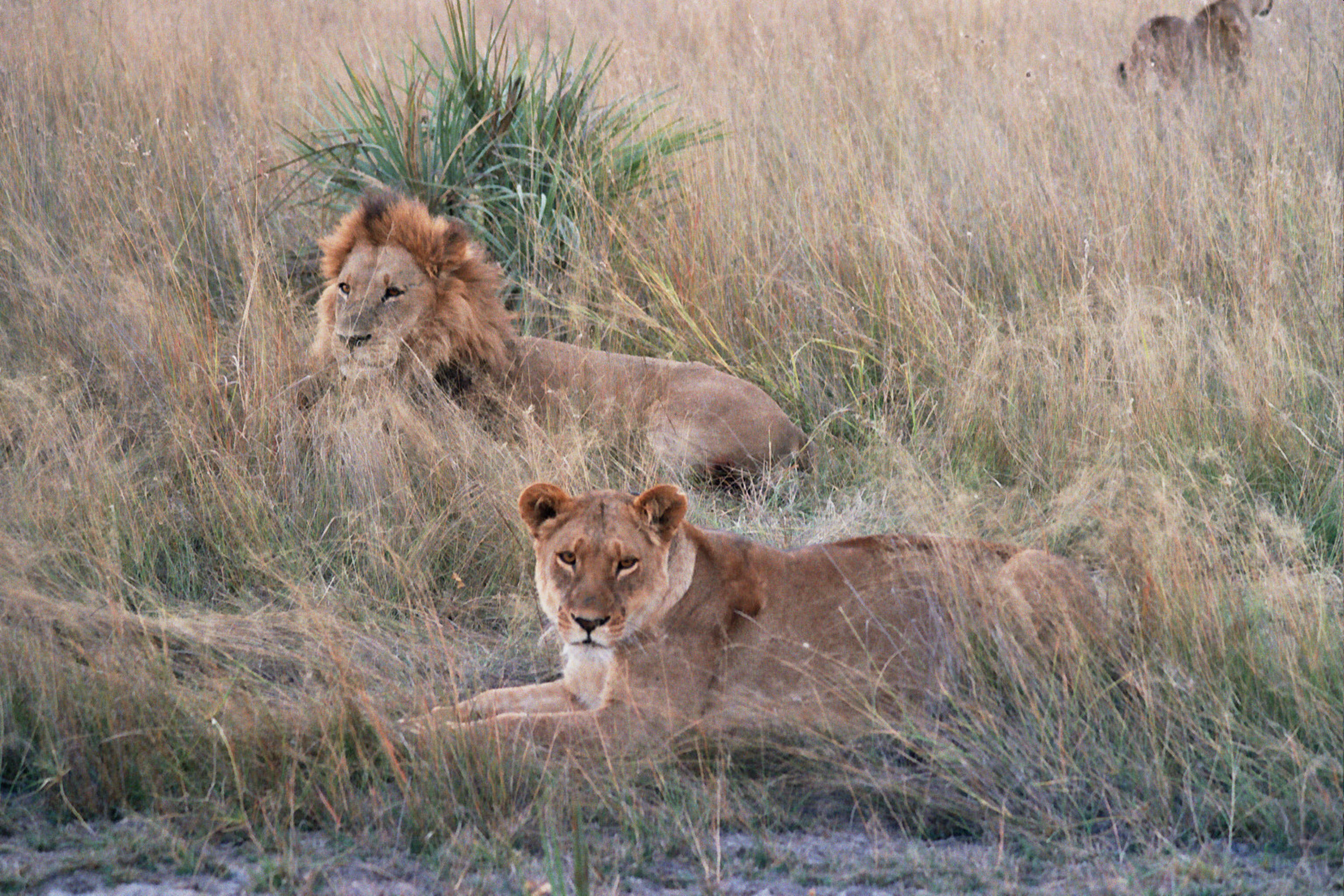
León (Panthera leo) macho, en segundo plano, y hembra, observándose el marcado dimorfismo sexual.

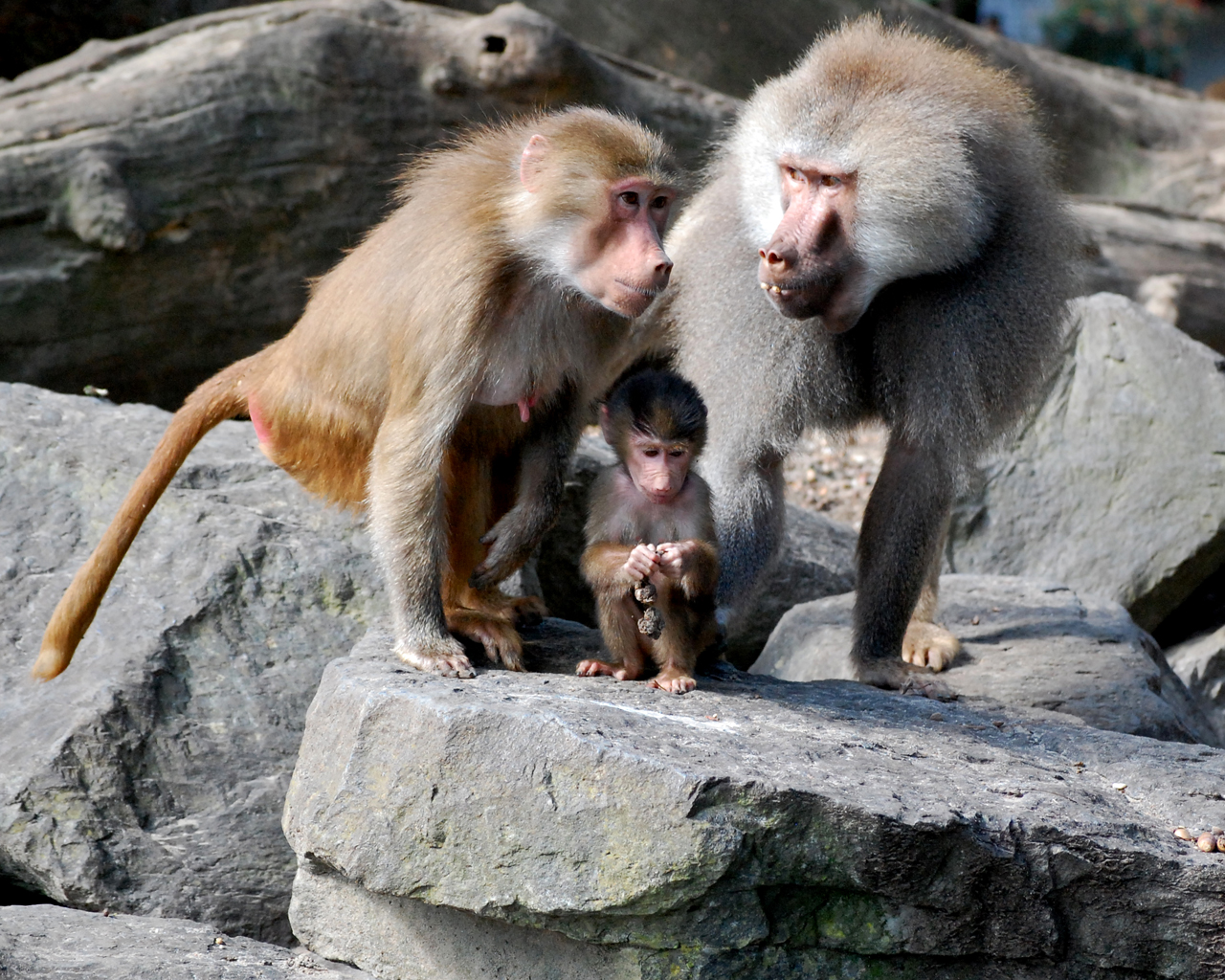
Pareja de babuinos con su cría.

En el caso de los mamíferos, donde los órganos sexuales masculinos  se manifiestan en modo externo, el dimorfismo sexual es bien claro. Por ejemplo, el perro macho presenta sus genitales externamente, mientras que la hembra los tiene internos; por otra parte, como en otros mamíferos adultos, las hembras muestran bien marcadas las glándulas mamarias.
Sin embargo, en otras especies de mamíferos, este dimorfismo sexual muestra otros rasgos distintivos. Un ejemplo claro es el del león, especie en la que el macho muestra un mayor tamaño y una profusa cabellera en forma de melena, de la que carece la hembra, o las especies de ciervos en las que a menudo el macho presenta astas, ausentes en las hembras. Si bien es cierto que el dimorfismo sexual está bien descrito en animales adultos, recientes evidencias científicas muestran que existe dimorfismo sexual en lechones recién nacidos, teniendo las hembras un mayor potencial para la regulación inmunitaria local que sus homólogos masculinos.

### Cortejo

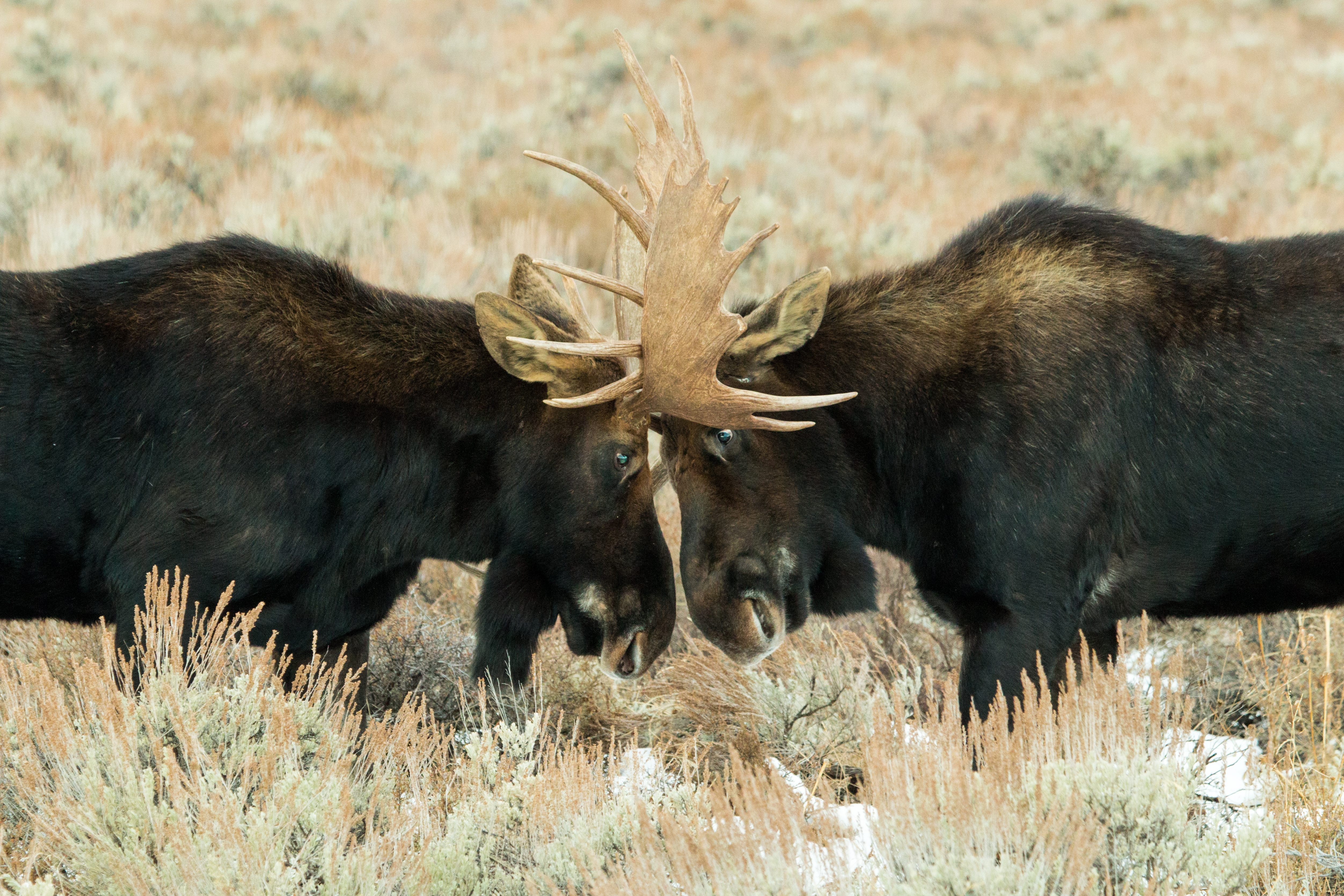
Alces peleando

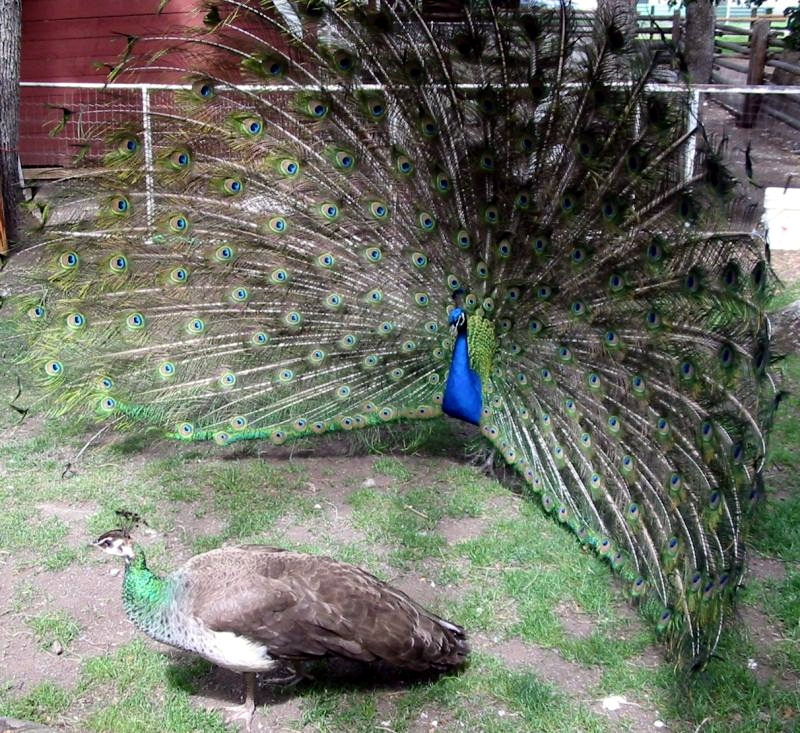
Pavorreal cortejando una hembra

Las características sexuales pueden darle ventaja a un individuo sobre sus rivales en dos maneras: pueden ser utilizadas para vencerlos en combate o para atraer miembros del sexo opuesto. Un ejemplo de combate son los cuernos de los alces; el macho con la mejor cornamenta vencerá a sus rivales, y así obtendrá acceso a las hembras del grupo. Un ejemplo de cortejo es el pavorreal, pues el macho con la cola más impresionante atraerá a más hembras que un macho menos interesante.